# Tredimensionelt skak
Tredimensionelt skak (også kaldet 3D skak) er betegnelsen for enhver variant af skak som bruger mere end et bræt på forskellige niveauer, sådan at skakbrikkerne kan bevæge sig tredimensionelt. Tredimensionelle variationer af skak har eksisteret siden slutningen af det 19. århundrede, en af de ældste versioner er det tyske Raumschach (Rumskak) som blev opfundet i 1907 af Dr. Ferdinand Maack